# Reino Unido en los Juegos Paralímpicos de Londres 2012
El Reino Unido estuvo representado en los Juegos Paralímpicos de Londres 2012 por un total de 287 deportistas, 177 hombres y 110 mujeres.

## Medallistas
El equipo paralímpico británico obtuvo las siguientes medallas:
| Nombre                                                               | Deporte                   | Evento                                           |
| -------------------------------------------------------------------- | ------------------------- | ------------------------------------------------ |
| Oro                                                                  |                           |                                                  |
| Hannah Cockroft                                                      | Atletismo                 | 100 m T34 femenino                               |
| Hannah Cockroft                                                      | Atletismo                 | 200 m T34 femenino                               |
| Josie Pearson                                                        | Atletismo                 | Disco F51-53 femenino                            |
| David Weir                                                           | Atletismo                 | 800 m T54 masculino                              |
| David Weir                                                           | Atletismo                 | 1500 m T54 masculino                             |
| David Weir                                                           | Atletismo                 | 5000 m T54 masculino                             |
| David Weir                                                           | Atletismo                 | Maratón T54 masculino                            |
| Jonnie Peacock                                                       | Atletismo                 | 100 m T44 masculino                              |
| Mickey Bushell                                                       | Atletismo                 | 100 m T53 masculino                              |
| Richard Whitehead                                                    | Atletismo                 | 200 m T42 masculino                              |
| Aled Davies                                                          | Atletismo                 | Disco F42 masculino                              |
| Neil Fachie                                                          | Ciclismo en pista         | 1 km contrarreloj B masculino                    |
| Mark Colbourne                                                       | Ciclismo en pista         | Persecución individual C1 masculino              |
| Anthony Kappes                                                       | Ciclismo en pista         | Velocidad individual B masculino                 |
| Sarah Storey                                                         | Ciclismo en pista         | Persecución individual C5 femenino               |
| Sarah Storey                                                         | Ciclismo en pista         | 500 m contrarreloj C4-5 femenino                 |
| Sarah Storey                                                         | Ciclismo en ruta          | Ruta C4-5 femenino                               |
| Sarah Storey                                                         | Ciclismo en ruta          | Contrarreloj C5 femenino                         |
| David Stone                                                          | Ciclismo en ruta          | Ruta T1-2 mixto                                  |
| Sophie Christiansen                                                  | Hípica                    | Doma individual grado «Ia» mixto                 |
| Sophie Christiansen                                                  | Hípica                    | Doma individual estilo libre grado «Ia» mixto    |
| Natasha Baker                                                        | Hípica                    | Doma individual grado «II» mixto                 |
| Natasha Baker                                                        | Hípica                    | Doma individual estilo libre grado «II» mixto    |
| Sophie Christiansen Deborah Criddle Lee Pearson Sophie Wells         | Hípica                    | Doma por equipos mixto                           |
| Eleanor Simmonds                                                     | Natación                  | 200 m estilos SM6 femenino                       |
| Eleanor Simmonds                                                     | Natación                  | 400 m libre S6 femenino                          |
| Heather Frederiksen                                                  | Natación                  | 100 m espalda S8 femenino                        |
| Jessica-Jane Applegate                                               | Natación                  | 200 m libre S14 femenino                         |
| Jonathan Fox                                                         | Natación                  | 100 m espalda S7 masculino                       |
| Josef Craig                                                          | Natación                  | 400 m libre S7 masculino                         |
| Sam Hynd                                                             | Natación                  | 200 m estilos SM8 masculino                      |
| Pam Relph Naomi Riches James Roe David Smith Lily van den Broecke    | Remo                      | Cuatro con timonel LTA mixto                     |
| Danielle Brown                                                       | Tiro de arco              | Compuesto individual clase abierta femenino      |
| Helena Lucas                                                         | Vela                      | 2.4mR individual mixto                           |
| Plata                                                                |                           |                                                  |
| Libby Clegg                                                          | Atletismo                 | 100 m T12 femenino                               |
| Bethy Woodward                                                       | Atletismo                 | 200 m T37 femenino                               |
| Shelly Woods                                                         | Atletismo                 | Maratón T54 femenino                             |
| Stefanie Reid                                                        | Atletismo                 | Salto de longitud F42/44 femenino                |
| Graeme Ballard                                                       | Atletismo                 | 100 m T36 masculino                              |
| Paul Blake                                                           | Atletismo                 | 400 m T36 masculino                              |
| Dan Greaves                                                          | Atletismo                 | Disco F44 masculino                              |
| David Smith                                                          | Bochas                    | Individual BC1 mixto                             |
| Aileen McGlynn                                                       | Ciclismo en pista         | 1 km contrarreloj B femenino                     |
| Jon-Allan Butterworth                                                | Ciclismo en pista         | 1 km contrarreloj C4-5 masculino                 |
| Jon-Allan Butterworth                                                | Ciclismo en pista         | Persecución individual C5 masculino              |
| Shaun McKeown                                                        | Ciclismo en pista         | Persecución individual C3 masculino              |
| Mark Colbourne                                                       | Ciclismo en pista         | 1 km contrarreloj C1-3 masculino                 |
| Neil Fachie                                                          | Ciclismo en pista         | Velocidad individual B masculino                 |
| Jon-Allan Butterworth Darren Kenny Rik Waddon                        | Ciclismo en pista         | Velocidad por equipos C1-5 mixto                 |
| Karen Darke                                                          | Ciclismo en ruta          | Contrarreloj H1-2 femenino                       |
| Mark Colbourne                                                       | Ciclismo en ruta          | Contrarreloj C1 masculino                        |
| Deborah Criddle                                                      | Hípica                    | Doma individual grado «III» mixto                |
| Deborah Criddle                                                      | Hípica                    | Doma individual estilo libre grado «III» mixto   |
| Sophie Wells                                                         | Hípica                    | Doma individual grado «IV» mixto                 |
| Sophie Wells                                                         | Hípica                    | Doma individual estilo libre grado «IV» mixto    |
| Lee Pearson                                                          | Hípica                    | Doma individual grado «Ib» mixto                 |
| Stephanie Millward                                                   | Natación                  | 100 m espalda S9 femenino                        |
| Stephanie Millward                                                   | Natación                  | 200 m estilos SM9 femenino                       |
| Stephanie Millward                                                   | Natación                  | 400 m libre S9 femenino                          |
| Heather Frederiksen                                                  | Natación                  | 100 m libre S8 femenino                          |
| Heather Frederiksen                                                  | Natación                  | 400 m libre S8 femenino                          |
| Charlotte Henshaw                                                    | Natación                  | 100 m braza SB6 femenino                         |
| Claire Cashmore                                                      | Natación                  | 100 m braza SB8 femenino                         |
| Sascha Kindred                                                       | Natación                  | 100 m espalda S6 femenino                        |
| Louise Watkin                                                        | Natación                  | 50 m libre S9 femenino                           |
| Eleanor Simmonds                                                     | Natación                  | 100 m libre S6 femenino                          |
| Hannah Russell                                                       | Natación                  | 400 m libre S12 femenino                         |
| Heather Frederiksen Claire Cashmore Stephanie Millward Louise Watkin | Natación                  | 4 × 100 m estilos (34 ptos.) femenino            |
| James Crisp                                                          | Natación                  | 100 m espalda S9 masculino                       |
| Aaron Moores                                                         | Natación                  | 100 m espalda S14 masculino                      |
| Oliver Hynd                                                          | Natación                  | 400 m libre S8 masculino                         |
| Sascha Kindred                                                       | Natación                  | 200 m estilos SM6 masculino                      |
| Will Bayley                                                          | Tenis de mesa             | Individual 7 masculino                           |
| Andrew Lapthorne Peter Norfolk                                       | Tenis en silla de ruedas  | Quad dobles mixto                                |
| Matt Skelhon                                                         | Tiro                      | Rifle de aire en posición tendida 10 m SH1 mixto |
| Mel Clarke                                                           | Tiro de arco              | Compuesto individual clase abierta femenino      |
| Samuel Ingram                                                        | Yudo                      | –90 kg masculino                                 |
| Bronce                                                               |                           |                                                  |
| Beverley Jones                                                       | Atletismo                 | Disco F37 femenino                               |
| Claire Williams                                                      | Atletismo                 | Disco F11/12 femenino                            |
| Gemma Prescott                                                       | Atletismo                 | Maza F31/32/51 femenino                          |
| Katrina Hart Jenny McLoughlin Bethy Woodward Olivia Breen            | Atletismo                 | 4 × 100 m T35-38 femenino                        |
| David Devine                                                         | Atletismo                 | 800 m T12 masculino                              |
| David Devine                                                         | Atletismo                 | 1500 m T13 masculino                             |
| Ola Abidogun                                                         | Atletismo                 | 100 m T46 masculino                              |
| Ben Rushgrove                                                        | Atletismo                 | 200 m T36 masculino                              |
| Paul Blake                                                           | Atletismo                 | 800 m T36 masculino                              |
| Aled Davies                                                          | Atletismo                 | Peso F42/44 masculino                            |
| Rob Womack                                                           | Atletismo                 | Peso F54-56 masculino                            |
| Zoe Robinson Dan Bentley Nigel Murray David Smith                    | Bochas                    | Equipo BC1-2 mixto                               |
| Aileen McGlynn                                                       | Ciclismo en pista         | Persecución individual B femenino                |
| Darren Kenny                                                         | Ciclismo en pista         | Persecución individual C3 masculino              |
| Jody Cundy                                                           | Ciclismo en pista         | Persecución individual C4 masculino              |
| Rachel Morris                                                        | Ciclismo en ruta          | Ruta H1-3 femenino                               |
| David Stone                                                          | Ciclismo en ruta          | Contrarreloj T1-2 mixto                          |
| Lee Pearson                                                          | Hípica                    | Doma individual estilo libre grado «Ib» mixto    |
| Zoe Newson                                                           | Levantamiento de potencia | –40 kg femenino                                  |
| Hannah Russell                                                       | Natación                  | 100 m espalda S12 femenino                       |
| Hannah Russell                                                       | Natación                  | 100 m mariposa S12 femenino                      |
| Susie Rodgers                                                        | Natación                  | 100 m libre S7 femenino                          |
| Susie Rodgers                                                        | Natación                  | 400 m libre S7 femenino                          |
| Liz Johnson                                                          | Natación                  | 100 m braza SB6 femenino                         |
| Harriet Lee                                                          | Natación                  | 100 m braza SB9 femenino                         |
| Eleanor Simmonds                                                     | Natación                  | 50 m libre S6 femenino                           |
| Natalie Jones                                                        | Natación                  | 200 m estilos SM6 femenino                       |
| Louise Watkin                                                        | Natación                  | 200 m estilos SM9 femenino                       |
| Claire Cashmore Stephanie Millward Louise Watkin Susie Rodgers       | Natación                  | 4 × 100 m libre (34 ptos.) femenino              |
| Oliver Hynd                                                          | Natación                  | 100 m espalda S8 masculino                       |
| Matthew Walker                                                       | Natación                  | 50 m libre S7 masculino                          |
| Sam Hynd                                                             | Natación                  | 400 m libre S8 masculino                         |
| Matthew Whorwood                                                     | Natación                  | 400 m libre S6 masculino                         |
| Robert Welbourn                                                      | Natación                  | 400 m libre S10 masculino                        |
| James Clegg                                                          | Natación                  | 100 m mariposa S12 masculino                     |
| Paul Davies                                                          | Tenis de mesa             | Individual 1 masculino                           |
| Will Bayley Aaron McKibbin Ross Wilson                               | Tenis de mesa             | Equipo 6-8 masculino                             |
| Jane Campbell Sara Head                                              | Tenis de mesa             | Equipo 1-3 femenino                              |
| Lucy Shuker Jordanne Whiley                                          | Tenis en silla de ruedas  | Dobles femenino                                  |
| James Bevis                                                          | Tiro                      | Rifle de aire en posición tendida 10 m SH2 mixto |
| Matt Skelhon                                                         | Tiro                      | Rifle en posición tendida 50 m SH1 mixto         |
| Niki Birrell Alexandra Rickham                                       | Vela                      | SKUD18 de dos personas mixto                     |
| Ben Quilter                                                          | Yudo                      | –60 kg masculino                                 |